# Římskokatolická farnost Malešovice
Římskokatolická farnost Malešovice je územní společenství římských katolíků s farním kostelem svatého Štěpána v děkanství šlapanickém. Do farnosti patří kromě Malešovic také Odrovice.

## Historie farnosti
Farní kostel je poprvé připomínaný v roce 1264, zcela byl přestavěn v první polovině 16. století, k rozšíření došlo v roce 1886. Výraznou obnovou prošel v roce 2012.

## Duchovní správci
Administrátorem excurrendo byl od srpna 1997 do července 2015 P. Mgr. Jiří Hének z farnosti Loděnice. Od 1. srpna 2015 byl ustanoven jako administrátor excurrendo R. D. Mgr. Vít Rozkydal, kterého 1. října 2023 nahradil R. D. Mgr. Petr Bartoněk, taktéž z Loděnice.

## Bohoslužby
| Kostel                                | Místo      | Bohoslužba (den) | Hodina | Poznámka        |
| ------------------------------------- | ---------- | ---------------- | ------ | --------------- |
| svatého Štěpána                       | Malešovice |                  |        | farní kostel    |
| kostel Panny Marie Pomocnice křesťanů | Odrovice   |                  |        | filiální kostel |

## Aktivity ve farnosti
Dnem vzájemných modliteb farností za bohoslovce a bohoslovců za farnosti brněnské diecéze je 24. duben. Adorační den připadá na nejbližší neděli po 14. listopadu.